# لیزا مک کلین
لیزا کارملا مک‌کلین (née 7 آوریل 1966) یک سیاستمدار آمریکایی است که از سال ۲۰۲۱ به عنوان نماینده ایالات متحده از میشیگان خدمت می‌کند و از سال ۲۰۲۳ نماینده حوزه نهم کنگره این ایالت است. مک کلین یکی از اعضای حزب جمهوری‌خواه در رهبری کنگره به عنوان دبیر کنفرانس جمهوری خواهان مجلس نمایندگان خدمت می‌کند. او پس از خروج الیز استفانیک به عنوان رئیس کنفرانس جمهوری خواهان مجلس برای کنگره ۱۱۹ انتخاب شد.
مک‌کلین به مدت ۱۱ سال در امریکن اکسپرس کار کرد و از سال ۱۹۹۸ تا ۲۰۱۹ به گروه هانتز خدمت کرد.